# Herzliya
Herzliya, (în ebraică:הרצליה, se citește „Herțlia”, denumită astfel după Theodor Herzl, întemeietorul sionismului politic) este un oraș din centrul Israelului, situat pe plaja Mării Mediterane,în sudul câmpiei Șaronului (Sharon) la 15 kilometri nord de Tel Aviv.
Localitatea a fost întemeiată la 13 decembrie 1924 ca așezare agricolă (moșavá) la o altitudine între 0 și 120 metri deasupra nivelului mării. Ea se întinde dinspre țărm către răsărit, pe forme de teren felurite. De la bun început, planificarea localității a prevăzut suprafețe dedicate vilegiaturii, agriculturii și zonelor rezidențiale urbane. Herzliya a fost declarată oraș în anul 1960 și aparține în prezent districtului Tel Aviv.  În partea de vest pe litoralul mării orașul include la o distanță de 3 km de restul orașului zona numită Herzliya Pituah (adică „Herzliya-Dezvoltare”) unde se află reședințele multor ambasadori, diplomați și oameni de afaceri.

## Istoria

### Arsuf - Apollonia - Arsour- Arsuf

#### Preistorie - Antichitate
În zona orașului actual s-au găsit urmele unei așezări omenești temporare, precum unelte de vânătoare, din anii 7000-5000 î.e.n. 
Cete de vânători-culegători au parcurs în căutare de mâncare colinele de nisip roșu și marginile mlaștinei cunoscute în arabă sub numele Basa.
Ulterior au existat în zonă câteva așezări mici permanente. După Biblia ebraică, regiunea a intrat în teritoriul atribuit tribului israelit Manase (Menashe) care s-a întins până la rîul Iarkon (Yarkon),
În antichitate a ființat aici, sub dominația (persană ahemenidă), începând din secolele al VI-lea- al V-lea î.e.n. într-o zonă stâncoasă lângă mare, numită azi Tel Mihal, la sud de marina, din Herzliya actuală, un port mic pescăresc, iar mai apoi pe coasta numită azi Sidna Ali, portul fenician Arsuf. El se numea așa după zeul fenician-canaanean al focului, luminii și ciumei, Reshef . Locuitorii se ocupau mai ales cu comerțul și cu producția de purpură. În perioada elenistică numele localității s-a schimbat în Apollonia, grecii identificându-l pe zeul Reshef cu zeul Apollo. Principala ocupație a locuitorilor era comerțul de coastă și internațional..Așa cum scrie Iosephus Flavius, localitatea a făcut parte, ulterior, din regatul iudeu al lui Alexandru Ianai. În timpul protectoratului roman, Apollonia s-a rupt de regatul Iudeei/ Mai apoi, în timpul cuceririi romane în secolele al II-lea-al III-lea s-a extins mult, devenind prioncipalul centru comercial și meșteșugăresc principal al sudului câmpiei Sharon. În jur au apărut sate ai caror locuitori creșteau măslini și vița de vie și produceau ulei și vinuri. S-au păstrat ruinele unor teascuri și fabrici de ulei.

#### Evul mediu
Sub bizantini, în epoca talmudică, orașul Apollonia se întindea pe o suprafață de 6000 hectare. Cu ajutorul unui tunel roman-bizantin săpat în lanțul de calcar, mlaștina locală a fost drenată, permițând agricultura. I s-a adăugat și un canal către mare. În anul 614 localitatea a fost afectată de invazia persană (sasanidă) și ,după scurt timp, a căzut în mâinile arabilor care au numit-o Arsuf. Sub dominația califatelor arabe suprafața lui s-a restrâns la 900 hectare.
În 1101 cruciații au cucerit orașul și i-au schimbat numele în Arsour. Ei au întărit zidurile cetății și au construit  aici un fort și un mic port. În anul 1266, după un asediu de 40 zile, sultanul mameluc Baibars a cucerit cetatea cruciată  și a distrus-o până în temelie. În locul ei s-a zidit pe litoral un punct de observație întărit iar la sud de el o moschee numită Abu al Hassan Ali, sau Sidna Ali, după un erou musulman căzut în lupta cu cruciații. Moscheea Sidna Ali a devenit un loc de pelerinaj.
Ulterior pe teritoriul fostului oraș au apărut comuna arabă  Arsuf - mai târziu cunoscută ca satele Sidna Ali și Al Haram.
Moșieri arabi - effendi - care locuiau la Jaffa, în Liban și în Siria au cumpărat terenuri în zonă. În jur aria era destul de pustie, iar mlaștina Basa a început din nou să se extindă, creând focare de malarie.

### Istoria orașului modern
O parte din întemeietorii localității au fost membrii grupului Kehilat Tzion (Comunitatea Sionului) din S.U.A care a achiziționat pământuri  pentru evrei americani care intenționau să emigreze in Palestina (Eretz Israel). Terenurile au fost cumpărate de activistul sionist Yehoshua Hankin de la Effendi-ul satelor arabe Ajlil și Sidna Ali. În anul 1924 un grup de 7 coloniști au clădit o primă baracă  pe o colină pustie din apropierea mlaștinei, care se află în prezent pe strada Weizmann, unde ulterior s-a ridicat un monument în amintirea fondatorilor. Primii dintre ei au fost perechea Tzvi și Irina Lanzett.
În 1925 li s-au alăturat un grup numit Bnei Binyamin (Fiii lui Beniamin) alcătuit din agricultori veniți din așezări agricole mai vechi, precum și noi imigranți evrei. Aceștia au creat un cartier separat și prosper. Din grupul american  au făcut parte Sh.Z. Levi, viitor președinte al consiliului local Herzliya  și tatăl celui dintâi primar al orașului, Yossef Nevo.     
În 1924 localitatea număra 101 case și 35 de grajduri. Numărul locuitorilor a ajuns în câteva luni la 500.
Cel dintâi plan al orașului a fost realizat de arhitectul Richard Kaufmann venit din Germania . El cuprindea 4 sectoare principale:zona litoralului, destinată unor viitoare hoteluri, zona B - Herzliya Pituah din zilele noastre, zona rezidențială C - urbană cu grădini , un lanț de calcar - destinat unor spații comerciale municipale,  și zona D agricolă.

### Reprezentanțe diplomatice
La Herzliya Pituakh se află ambasadele Coreei de Sud, Thailandei, Salvadorului,Uruguayului, Argentinei, Braziliei,Paraguayului, a Perului și Republicii Congo în Israel, de asemenea reprezentanța comercială a Irlandei. Până în 2009 a funcționat aici și ambasada Venezuelei care a fost închisă din ordinul guvernului acestei țări.

## Personalități născute aici
- Yuval Cherlow (n. 1957), rabin;
- Amos Mansdorf (n. 1965), jucător de tenis;
- Yaniv Green (n. 1980) baschetbalist;
- Alona Tal (n. 1983), actriță;
- Alice Schlesinger (n. 1988), judoka;
- Tal Flicker (n. 1992), judoka.